# O Bombeiro Português
O Bombeiro Português publicou-se quinzenalmente no Porto entre 1877 e 1892. O assunto e  interesse da publicação limitava-se à especialidade bombeirística, mas era lido por centenas de leitores fora da atividade. Muitos dos números saíram com retratos de bombeiros ilustres, diversas gravuras representando aparelhos de combate ou de prevenção contra incêndios, utensílios, armamento, entre outros objetos, e ainda anúncios. Entre outros, surge    o nome  de Carlos Barreiros como colaborador deste periódico.